# یانوشنو
یانوشنو (به لاتین: Januszno) یک روستا در لهستان است که در گمینا پیونکی واقع شده‌است.